# Bernhard Hiesinger
Bernhard Hiesinger (* 27. April 1947 in Onstmettingen) ist ein ehemaliger deutscher Ruderer.

## Biografie
Bernhard Hiesinger gewann zusammen mit Rolf Hartung und Steuermann Bernhard Ebeling beim Deutschen Meisterschaftsrudern 1967 Bronze im Zweier mit Steuermann. Ein Jahr später sicherten sich Hiesinger und Hiesinger in der gleichen Bootsklasse dann den Meistertitel. Steuermann war dieses Mal Lutz Benter. Bei den Olympischen Sommerspielen 1968 in Mexiko-Stadt vertrat das Duo die Bundesrepublik Deutschland, in der Zweier mit Steuermann-Regatta und belegte dort den sechsten Platz. Nach den Olympischen Spielen waren Hiesinger und Benter weiterhin im Zweier mit Steuermann des Hanauer RC Hassia erfolgreich und gewannen zusammen mit Norbert Kindlmann in den kommenden zwei Jahren jeweils eine Silber- und eine Bronzemedaille beim Deutschen Meisterschaftsrudern.